# Nipponecphylus matsumurai
Nipponecphylus matsumurai är en stekelart som beskrevs av Sergey A. Belokobylskij och Konishi 2001. Nipponecphylus matsumurai ingår i släktet Nipponecphylus och familjen bracksteklar. Inga underarter finns listade i Catalogue of Life.